# Центральноєвропейські мішані ліси
Центральноєвропейський екорегіон мішаних лісів (WWF ID: PA0412) — регіон листяних лісів помірної кліматичної зони, що охоплює більшу частину центрально-східної Європи, від Німеччини до Росії.  Екорегіон знаходиться у біомі широколистяного та мішаного лісу, у палеарктичній екозоні із вологим континентальним кліматом. Має площу 731 155 км².

## Розташування та опис
Екорегіон охоплює рівнини Центральної Європи — Східну Німеччину та береги Балтійського моря, Чехію, Польщу, Південну Литву, Білорусь, Західну та Центральну Україну та частину Росії (у Брянській та Калінінградській областях). Місцевість — в основному низовини в центрі, на півночі переважають горбисті морени, на півдні — передгір'я уздовж Карпатських гір. На північ розташовано екорегіон сарматських мішаних лісів, у лісах якого є більше ялини та сосни. На сході — східноєвропейський лісостеп, в якому ліс поступово поступається степу. На південь розташований екорегіон карпатських хвойних гірських лісів, у якому представлені гірські пасовища та ліси з бука, смереки, в'яза та криволісся сосни гірської. Також на північ розташовані прибалтійські мішані ліси з дуба, граба та липи на кислих ґрунтах. На заході — екорегіон західноєвропейських широколистяних лісів, який зараз переважно вирубано та на його теренах розташовані сільськогосподарські угіддя.

## Клімат
Частини екорегіону в Німеччині та західній Польщі мають морський помірний високогірний клімат, (Cfb). Східна частина має вологий континентальний клімат з теплим літом (Класифікація кліматів Кеппена (Dfb)). Цей клімат характеризується великою сезонною різницею температур та теплим літом (принаймні чотири місяці в середньому вище 10° C, але середньомісячна температура не перевищує 22° C). до сходу літо стає спекотнішим, а зими холоднішими. Середня температура січня в Німеччині становить -1 ° C до -6 ° С у Білорусі. Середня кількість опадів — 500 — 700 мм, переважно випадає влітку.

## Флора і фауна
Діброви характерні для всього регіону, на півночі — соснові ліси. Лісовий покрив має площу від 15% в Україні до 33% у Чехії. Найпоширенішим деревом у екорегіоні, що охоплює половину лісистої площі, є сосна звичайна (Pinus sylvestris), яка була висаджена за останні 200 років. Первинні мішані листяні ліси були замінені сільськогосподарським ландшафтом (луки та пасовища). У низинах також є великі заболочені місця. Водно-болотні угіддя підтримують різноманітні спільноти птахів, але землеробство має сильний вплив на ландшафт. Через рівномірність місцевості та відкритість до інших регіонів ендемічних видів в екорегіоні немає. У деяких країнах 20-30 видів ссавців перебувають під загрозою.

## Заповідники
Середньоєвропейські мішані ліси сильно постраждали від діяльності людини. Більшість заповідних територій невеликі та фрагментовані. Деякі з найбільших або з найвідоміших природоохоронних територій:
- Біловезька пуща (національний парк)/Біловезький національний парк: білоруська та польська сторони Біловежжя (Площа: 1500 км²/150 км²)
- Бєбжанський національний парк: найбільший національний парк у Польщі, має 25% лісів, решта — пустище, луки та болота. (Площа: 592 км²)
- Брянський ліс — праліс на східній околиці екорегіону у Брянській області, Росія. (Площа: 122 км²)
- Національний природний парк «Мале Полісся»: на північному заході України, Полісся Польщі, Білорусі, України та Росії. (Площа: 88 км²)
- Біосферний заповідник Середня Ельба[en], простягається вздовж річки Ельба у Саксонії-Ангальт, Німеччина, охоплюючи найбільший річково-лучний комплекс у Середній Європі. (Площа: 430 км²)
- Нарвянський національний парк: охоплює водно-болотні угіддя вздовж морени річки Нарев. (Площа: 78 км²)